# マディフォックス
アラヤ・マディフォックス(MuddyFox)は1982年に新家工業（アラヤ）が販売を始めたマウンテンバイク(以下MTB)である。

## 概要
1982年、国産初のMTBとしてマディフォックス(型式：MB-MF26DX)が発売された。以降国産MTBの代表的なブランドの一つとして販売された。後にMTBのブーム終焉、市場の衰退により同社はMTB部門をはじめ、自転車車輛の販売より一時撤退した。
その後、トライアルモデル、マディフォックス”踊”、”舞”でマディフォックスブランドが復活した。2019年現在はMTB全盛期の様な多種多様なラインナップではなく、上級モデルのみが販売されるにとどまっている。初期の筆記体でデザインされたMuddyFoxのロゴが特徴的であった。

## ラインナップ
初期はクロムモリブデン鋼フレームを中心に展開されていたが、次第に軽量かつ高剛性のアルミフレーム採用モデルへとシフトして行くのは他社の製品の例にもれなかった。また、マグネシウム合金フレームを採用したモデルも存在していた。

1992年 サスペンションフォーク採用モデル初登場

1994年 マグネシウムフレームモデルがカタログ落ち、入れ替わりで初のフルサスモデルが登場。

カタログによれば1999年のフルサスモデルからディスクブレーキを初装備。

2000年 クロカンモデルMF26RXBにディスクブレーキ台座が装備される。
(完成車にはVブレーキが装備され、ディスクブレーキへのアップグレードの余地を加えたのみ。
但し完成車ではVブレーキとは異なるブレーキレバーを使用する油圧ディスクブレーキへの換装が容易に行える様、敢えてコスト高になるブレーキレバーとラピッドファイヤが別体のものが採用されていた)。また当時としては特徴的であったスクエアバックステー(角形断面シートステー)が採用された。

2001年 ハードテールクロスカントリーモデルMF26XXC登場。

2002年 MF26XXCは継続販売しつつ、同一フレームで使用コンポーネントの変更でバリエーション展開される。